# Christine Bøe Jensen
Christine Bøe Jensen, née le 3 juin 1975 à Hammerfest, est une footballeuse norvégienne, jouant au poste de milieu de terrain.

## Biographie
Elle compte 18 sélections en équipe de Norvège de football féminin de 2000 à 2001, marquant 2 buts. Elle participe  aux Jeux olympiques d'été de 2000, remportés par les Norvégiennes et au Championnat d'Europe de football féminin 2001, où la Norvège est demi-finaliste.